# 工兵大将
工兵大将 (ドイツ語: General der Pioniere) はドイツ陸軍の階級および役職で、工兵部隊の兵科大将である。
ドイツ国防軍陸軍においては大将相当の階級であった。
現在のドイツ連邦軍ではNATO階級符号のOF-6に相当する将官が充てられ、工兵の訓練と装備に責任を持つ立場の者を指す。

## ドイツ国防軍の工兵大将
1938年に設けられ、1945年の第二次世界大戦終戦まで存在した。現在のNATO階級符号ではOF-8 (三つ星の将官）に相当する。
1945年時点で、ドイツ陸軍には以下の兵科大将が置かれていた。
- 砲兵大将
- 山岳兵大将
- 歩兵大将
- 騎兵大将
- 通信兵大将
- 装甲兵大将
- 工兵大将
- 軍医大将 (Generaloberstabsarzt)
- 獣医大将 (Generaloberstabsveterinär)

同様にドイツ空軍には以下の兵科大将が置かれていた。
ドイツ空軍
- 降下猟兵大将
- 対空砲兵大将
- 航空兵大将
- 航空通信兵大将
- 空軍大将

その他、三つ星の将官にあたる階級と同格である。
- ドイツ海軍：大将（アメリカ海軍では中将に相当）
- 武装親衛隊：親衛隊大将

### 一覧
- オットー＝ヴィルヘルム・フェルスター（英語版） (1885-1966)
- エルヴィン・イェーネッケ (1890-1960)
- アルフレート・ヤーコプ（英語版） (1883-1963)
- ヴァルター・クンツェ（英語版） (1883-1960)
- カール・ザックス（英語版） (1886-1952/53)(ソ連に抑留され、グラグで死亡した)
- オットー・ティーマン（英語版） (1890-1952)

## ドイツ連邦軍における工兵大将
ドイツ連邦軍では工兵科において部隊の訓練と装備に責任を負う将官を指し、通常は准将が充てられる。工兵大将は、工兵学校の校長の地位と関係しており、対応する役職は他の兵科にも存在する。この場合、「工兵大将」は階級ではなく地位を指すので、時には大佐が自身の兵科の「大将」になることもある。敬称は Herr General あるいは Herr Oberst であり、Herr General der Pioniertruppe とするのは階級を意味しないので正しくない。